# Novopskov
Novopskov (em ucraniano: Новопсков, em russo: Новопсков) é um assentamento de tipo urbano no Raion de Starobelsk, no oblast de Lugansk, na Ucrânia. Está localizado às margens do rio Aidar, um afluente da esquerda do rio Donets, na bacia do rio Don. A população em 2022 era de 9.392 habitantes. Antes de 2020, era o centro administrativo do antigo Raion de Novopskov.